# 23 octobre 1929
Le mercredi 23 octobre 1929 est le 296e jour de l'année 1929.

## Naissances
- Akiko Kawarai, artiste japonaise
- Dmitri Oukolov (mort le 25 novembre 1992), joueur de hockey sur glace russe
- Jean-Pierre Callu (mort le 29 août 2014), latiniste, numismate et historien français
- Josy Moinet, personnalité politique française
- Leonard Freed (mort le 29 novembre 2006), photographe américain

## Décès
- Henri Piazza (né le 7 juillet 1861), éditeur d'art et d'estampes, traducteur, poète et auteur dramatique  français
- Pál Heim (né le 30 novembre 1875), médecin pédiatre hongrois